# ワルツ第8番 (ショパン)
ワルツ第8番（ワルツだいはちばん）変イ長調 作品64-3は、フレデリック・ショパンが作曲したピアノ独奏のためのワルツで、生前に出版された最後の作品の一つである。カタジナ・ブラニツカ伯爵夫人に献呈された。転調が多く色彩感もある。

## 曲の構成
変イ長調、モデラート。左手のワルツリズムに乗り、右手が半音階を交えた旋律を歌う。属調変ホ長調にいったん解決した後、主題を繰り返す。中間部はハ長調。右手がワルツリズムを刻む。巧妙な接続の後主題が再現される。ホ長調に予告なく転調するが唐突さはなく、コーダに入る。